# Phthonoloba punctatissima
Phthonoloba punctatissima är en fjärilsart som beskrevs av W. Warren 1897. Phthonoloba punctatissima ingår i släktet Phthonoloba och familjen mätare. Inga underarter finns listade i Catalogue of Life.